# سکسی‌بک
«سکسی‌بک» یک تک‌آهنگ از هنرمند اهل ایالات متحده آمریکا جاستین تیمبرلیک است که در ۱۸ ژوئیه ۲۰۰۶ منتشر شد.
این تک‌آهنگ در چارت‌های ، ایرلند، نروژ، استرالیا، آلمان، نیوزلند، بریتانیا، در رتبه اول و در چارت‌های ایتالیا، والونیا، فرانسه، دانمارک، فنلاند، سوئد، فلاندرز، سوئیس، اتریش جزو ده ترانه اول قرار گرفت.